# Vitorino Hilton
Pour les articles homonymes, voir Hilton.

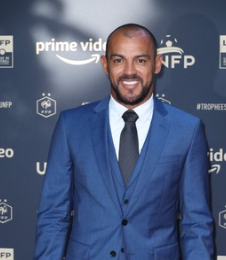

Vitorino Hilton, né Hilton da Silva, né le 13 septembre 1977 à Brasilia, est un footballeur brésilien.
Vitorino Hilton fait carrière de footballeur au poste de défenseur central. Il débute au Brésil puis émigre en Europe, au Servette FC. Il arrive en France fin 2003, d'abord au SC Bastia puis au RC Lens, dont il devient capitaine. En 2008, il rejoint l'Olympique de Marseille avec lequel il est champion de France en 2010. L'été suivant, en manque de jeu et marqué par une agression, il signe au Montpellier HSC, avec lequel il est à nouveau, de façon très inattendue, champion de France. 
Le 20 avril 2019, alors qu'il est toujours titulaire à Montpellier à 41 ans, il devient le joueur étranger le plus capé de l'histoire du championnat de France. Il met un terme à sa carrière au plus haut niveau en 2021. Il est en 2021-2022 consultant Ligue 1 pour la chaîne Amazon Prime Video, puis se reconvertit progressivement comme entraineur. Le 6 avril 2024 il obtient la nationalité française.

## Biographie

### Débuts au Brésil et en Suisse
Vitorino Hilton (Vitorino étant le nom de famille de son père) a été formé à l'Associação Chapecoense de Futebol , où il a signé son premier contrat professionnel avant de rejoindre Paraná Clube en 1999. Il y remporte son premier titre majeur en 2000 avec la victoire de son club en Coupe João Havelange.
Après trois saisons dans le pays de son club formateur, en 2001, il s'exile en Europe, chez le club suisse du Servette FC, où il sera titularisé 57 fois en trois saisons, pour un total de trois buts marqués. Il quitte le club en 2004, un an seulement avant la faillite du club.

### SC Bastia
Après deux saisons et demi en Suisse, il est prêté au SC Bastia pour la  la seconde moitié de la saison 2003-2004. Il découvre le championnat de France, aux côtés des internationaux Pascal Chimbonda et Alou Diarra, avec l'équipe corse. Il joue son premier match en France le 7 février contre Toulouse en tant que titulaire. Le 1er mars, il est expulsé contre le Stade rennais. En fin de saison il n'est pas conservé.

### RC Lens
Remarqué, lors de son passage en Corse, par les dirigeants du RC Lens, il y signe en juin 2004, pour cinq ans. Il joue son premier match sous le maillot lensois le 7 août suivant contre le Toulouse FC lors de la première journée de Ligue 1. Deux semaines plus tard, il marque son premier but en France contre Istres. Il remporte son deuxième titre en 2005, en Coupe Intertoto avec le RC Lens. Quasi inconnu à son arrivée, le Brésilien démontre tout son talent sur les pelouses de l'Hexagone et devient petit à petit le capitaine du club Sang et Or. 
Lors de la saison 2005-2006, il marque contre l'Olympique de Marseille au match aller (2-0) et au match retour (1-1). Le 29 mars 2008, il joue la finale de la Coupe de la Ligue contre Paris, perdue par Lens 2-1. Trois saisons après son arrivée, et après avoir été constant dans ses performances, il réitère ses prestations de la saison précédente, et confirme ainsi sa place parmi les meilleurs libéros de Ligue 1. Souffrant quelques semaines du muscle ilio-psoas, il est contraint de subir une opération de la paroi abdominale, ce qui l'écarte des terrains durant deux mois.

### Olympique de Marseille
Le 12 juin 2008, il est transféré à l'Olympique de Marseille pour une somme de cinq millions d'euros. Il est aligné dès la première journée de championnat contre Rennes. Le 16 septembre 2008, il joue son premier match en Ligue des champions contre Brann Bergen avant de jouer Liverpool au stade Vélodrome (1-2). Après une demi-saison au sein de la défense marseillaise, il marque son premier but sous les couleurs olympiennes, le 12 avril 2009 au stade Vélodrome face au Grenoble Foot. 
Le club finit au deuxième rang du classement en 2009 et il est sélectionné pour la troisième fois d'affilée dans l'équipe type de Ligue 1 lors de la remise des Trophées UNFP de la saison 2008-2009. 
Après l'arrivée de Gabriel Heinze et de Souleymane Diawara en défense à l'été 2009, il commence la saison 2009-2010 sur le banc, le nouvel entraîneur, Didier Deschamps, préférant associer deux défenseurs physiques et puissants dans l'axe,. Le 3 novembre 2009, il marque son premier but en Ligue des champions contre le FC Zurich (6-1). Après avoir été champion de France 2010, il remporte le Trophée des champions contre le PSG. Le club marseillais termine encore à la deuxième place du championnat de France en 2011.
Dans la nuit du 12 au 13 juillet 2011, il est victime d'un vol avec violence dans sa propre maison. Cet événement marquant pour le joueur le motive à quitter la région au plus vite, et d'un commun accord avec les dirigeants marseillais, il est proposé à plusieurs autres clubs de Ligue 1. Le 1er août 2011, il résilie son contrat à l'amiable avec l'Olympique de Marseille.

### Renouveau à Montpellier
Le 1er août 2011, il signe au Montpellier HSC pour une durée d'un an avec une année optionnelle. Il joue son premier match sous ses nouvelles couleurs contre le Lille OSC lors de la deuxième journée de championnat puis marque son premier but contre les Girondins de Bordeaux. Dès sa première saison dans l'Hérault, il s'impose comme un titulaire indiscutable à son poste et devient champion de France devant le Paris Saint Germain pourtant grandissime favori.
Lors du Trophée des champions contre l'Olympique lyonnais, Montpellier perd aux tirs au but. Lors de la saison 2012-2013, et après le départ de Mapou Yanga-Mbiwa lors du mercato hivernal, il devient le nouveau capitaine du Montpellier HSC.
En fin de contrat en fin de saison 2014-2015, Hilton est prolongé d'une saison alors qu'il est âgé de 37 ans. La saison suivante, encensé par son club pour sa mentalité irréprochable et son rôle de leader au sein du vestiaire, le capitaine montpelliérain est de nouveau prolongé d'une saison le 12 mai 2016. Lors de la saison 2016-2017, il devient, à 39 ans, le plus vieux buteur de Ligue 1 au XXIe siècle, après avoir inscrit un but contre Monaco lors de la 24e journée. Hilton est une nouvelle fois prolongé d'une saison le 17 mai 2017.
Alors qu'il a fêté ses 40 ans le 13 septembre 2017, Hilton est une nouvelle fois membre de l'équipe type de la septième journée de Ligue 1, grâce à la solidité défensive montrée lors du match nul et vierge contre le Paris Saint Germain. Il est à nouveau inclus dans l'équipe type de la 28e journée de Ligue 1, à la suite d'une nouvelle performance contre l'Olympique lyonnais.
Le 30 avril 2018, il officialise une prolongation de son contrat d'une année, soit jusqu'à la fin de la saison 2018-2019. Il dispute une saison pleine, ne manquant que deux rencontres de championnat. Après le départ de Mapou Yanga-Mbiwa en janvier 2013, il devient le capitaine de La Paillade durant 8 saisons et demie. En avril 2019, il joue son 450e match en championnat de France, un record pour un joueur étranger. Le 26 avril 2019, il prolonge une nouvelle fois son contrat d'une année, soit jusqu'à la fin de la saison 2019-2020. Avant la suspension du championnat à cause de la pandémie de Covid-19, il avait débuté chacune des 28 rencontres déjà disputées.
Le 15 mai 2020, il prolonge une nouvelle fois son contrat d'une année, soit jusqu'à la fin de la saison 2020-2021. Il dispute son 500e match de Ligue 1 le 7 février 2021, lors de la victoire 4-2 contre Dijon. Le 23 mai 2021, il dispute son dernier match professionnel avec le MHSC à Nantes (1-2) lors de la 38ème et dernière journée de championnat. Le club décidant de ne pas prolonger son capitaine brésilien à la fin de cet exercice-là afin de repartir sur de nouvelles bases avec un nouvel entraîneur, Vitorino Hilton annonce la fin de sa carrière de joueur le 1er juillet 2021 sur son compte instagram.
En 2022, le magazine So Foot le classe dans le top 1000 des meilleurs joueurs du championnat de France, à la 87e place.

### Reconversion
À l'issue de sa carrière en tant que footballeur, Vitorino Hilton reste sur les terrains, mais dans un nouveau rôle. En août 2021, il devient consultant sur Amazon Prime. Au terme de la saison, il n'est pas conservé par la chaîne.
Le 31 janvier 2022, il est annoncé que Vitorino Hilton reprend du service du côté du FC Sète, un peu plus de 7 mois après la fin de son contrat avec le Montpellier HSC. Il ne joue finalement aucun match avec sa nouvelle équipe.
Déjà adepte de la course à pied, il finit son premier marathon à Montpellier le 19 mars 2023, en terminant à la 289ème place en 3h48.
En 2023, il devient entraîneur adjoint de la réserve de Montpellier HSC, aux côtés de Frédéric Garny. En octobre 2024, il devient l'assistant de Jean-Louis Gasset, l'entraîneur de l'équipe première, toujours à La Paillade.

## Statistiques
| Saison                | Club                   | Championnat           | Championnat | Championnat | Coupe nationale | Coupe nationale | Coupe de la Ligue | Coupe de la Ligue | Supercoupe | Supercoupe | Compétition(s) continentale(s) | Compétition(s) continentale(s) | Compétition(s) continentale(s) | Total | Total |
| Saison                | Club                   | Division              | M.          | B.          | M.              | B.              | M.                | B.                | M.         | B.         | Comp.                          | M.                             | B.                             | M.    | B.    |
| 1999                  | Paraná Clube           | Série A               | 9           | 1           | -               | -               | -                 | -                 | -          | -          | -                              | -                              | -                              | 9     | 1     |
| 2000                  | Paraná Clube           | Série A               | 4           | 0           | 3               | 0               | -                 | -                 | -          | -          | -                              | -                              | -                              | 7     | 0     |
| 2001                  | Paraná Clube           | Série A               | -           | -           | 2               | 0               | -                 | -                 | -          | -          | -                              | -                              | -                              | 2     | 0     |
| Sous-total            | Sous-total             | Sous-total            | 13          | 1           | 5               | 0               | -                 | -                 | -          | -          | -                              | -                              | -                              | 18    | 1     |
| 2001-2002             | Servette FC            | Super League          | 15          | 1           | -               | -               | -                 | -                 | -          | -          | C3                             | 4                              | 1                              | 19    | 2     |
| 2002-2003             | Servette FC            | Super League          | 29          | 0           | 1               | 0               | -                 | -                 | -          | -          | C3                             | 4                              | 0                              | 34    | 0     |
| 2003-2004             | Servette FC            | Super League          | 13          | 1           | 1               | 0               | -                 | -                 | -          | -          | -                              | -                              | -                              | 14    | 1     |
| Sous-total            | Sous-total             | Sous-total            | 57          | 2           | 2               | 0               | -                 | -                 | -          | -          | -                              | 8                              | 1                              | 67    | 3     |
| 2003-2004             | SC Bastia              | Ligue 1               | 14          | 0           | -               | -               | -                 | -                 | -          | -          | -                              | -                              | -                              | 14    | 0     |
| Sous-total            | Sous-total             | Sous-total            | 14          | 0           | -               | -               | -                 | -                 | -          | -          | -                              | -                              | -                              | 14    | 0     |
| 2004-2005             | RC Lens                | Ligue 1               | 27          | 2           | 2               | 0               | 1                 | 0                 | -          | -          | -                              | -                              | -                              | 30    | 2     |
| 2005-2006             | RC Lens                | Ligue 1               | 35          | 2           | 2               | 0               | 1                 | 0                 | -          | -          | CI+C3                          | 6+6                            | 1+1                            | 50    | 4     |
| 2006-2007             | RC Lens                | Ligue 1               | 37          | 2           | 2               | 0               | -                 | -                 | -          | -          | C3                             | 10                             | 0                              | 49    | 2     |
| 2007-2008             | RC Lens                | Ligue 1               | 23          | 2           | -               | -               | 3                 | 0                 | -          | -          | CI+C3                          | 2+1                            | 0+0                            | 29    | 2     |
| Sous-total            | Sous-total             | Sous-total            | 122         | 8           | 6               | 0               | 5                 | 0                 | -          | -          | -                              | 25                             | 2                              | 158   | 10    |
| 2008-2009             | Olympique de Marseille | Ligue 1               | 36          | 1           | 1               | 0               | -                 | -                 | -          | -          | C1+C3                          | 8+6                            | 0+0                            | 51    | 1     |
| 2009-2010             | Olympique de Marseille | Ligue 1               | 12          | 1           | 2               | 0               | 3                 | 0                 | -          | -          | C1+C3                          | 2+1                            | 1+0                            | 20    | 2     |
| 2010-2011             | Olympique de Marseille | Ligue 1               | 8           | 0           | -               | -               | -                 | -                 | 1          | 0          | C1                             | 1                              | 0                              | 10    | 0     |
| Sous-total            | Sous-total             | Sous-total            | 56          | 2           | 3               | 0               | 3                 | 0                 | 1          | 0          | -                              | 18                             | 1                              | 81    | 3     |
| 2011-2012             | Montpellier HSC        | Ligue 1               | 35          | 1           | 3               | 0               | 1                 | 0                 | -          | -          | -                              | -                              | -                              | 39    | 1     |
| 2012-2013             | Montpellier HSC        | Ligue 1               | 30          | 1           | 2               | 0               | 2                 | 0                 | 1          | 0          | C1                             | 5                              | 0                              | 40    | 1     |
| 2013-2014             | Montpellier HSC        | Ligue 1               | 30          | 3           | 1               | 0               | 1                 | 0                 | -          | -          | -                              | -                              | -                              | 32    | 3     |
| 2014-2015             | Montpellier HSC        | Ligue 1               | 37          | 3           | 1               | 0               | 1                 | 0                 | -          | -          | -                              | -                              | -                              | 39    | 3     |
| 2015-2016             | Montpellier HSC        | Ligue 1               | 36          | 1           | -               | -               | -                 | -                 | -          | -          | -                              | -                              | -                              | 36    | 1     |
| 2016-2017             | Montpellier HSC        | Ligue 1               | 32          | 1           | 1               | 0               | 1                 | 0                 | -          | -          | -                              | -                              | -                              | 34    | 1     |
| 2017-2018             | Montpellier HSC        | Ligue 1               | 27          | 0           | 1               | 0               | 3                 | 0                 | -          | -          | -                              | -                              | -                              | 31    | 0     |
| 2018-2019             | Montpellier HSC        | Ligue 1               | 36          | 0           | -               | -               | 1                 | 0                 | -          | -          | -                              | -                              | -                              | 37    | 0     |
| 2019-2020             | Montpellier HSC        | Ligue 1               | 28          | 0           | 3               | 1               | 2                 | 0                 | -          | -          | -                              | -                              | -                              | 33    | 1     |
| 2020-2021             | Montpellier HSC        | Ligue 1               | 29          | 0           | 4               | 0               | -                 | -                 | -          | -          | -                              | -                              | -                              | 33    | 0     |
| Sous-total            | Sous-total             | Sous-total            | 320         | 10          | 16              | 1               | 12                | 0                 | 1          | 0          | -                              | 5                              | 0                              | 354   | 11    |
| 2021-2022             | FC Sète                | National              | -           | -           | -               | -               | -                 | -                 | -          | -          | -                              | -                              | -                              | 0     | 0     |
| Total sur la carrière | Total sur la carrière  | Total sur la carrière | 582         | 23          | 32              | 1               | 20                | 0                 | 2          | 0          | -                              | 56                             | 4                              | 692   | 28    |

## Palmarès en club
Parana Clube
- Vainqueur de la Coupe João Havelange[35] en 2000.

RC Lens
- Vainqueur de la Coupe Intertoto en 2005[36]
- Finaliste de la  Coupe de la Ligue en 2008[37]

Olympique de Marseille
- Champion de France en 2010
- Vainqueur du Trophée des champions en 2010[38]
- Vainqueur de la Coupe de la Ligue en 2010 et 2011
- Vice-champion de France en 2009 et 2011

Montpellier HSC
- Champion de France en 2012

## Distinctions personnelles
- Nommé dans l'équipe type de la Ligue 1 aux Trophées UNFP, en 2007, 2008, 2009 et 2012.